# Chapter II (album)
Chapter II è il secondo album della cantante R&B statunitense Ashanti, pubblicato nel 2003 per la Murder Inc./Island Def Jam. Il progetto discografico, nominato ai Grammy Awards nella categoria al miglior album contemporary R&B, ha esordito alla prima posizione della Billboard 200.
L'album contiene i singoli Rock wit U (Awww Baby), che ha esordito alla seconda posizione della Billboard Hot 100, e Rain on Me, entrambi candidati ai Grammy Awards rispettivamente nelle categorie miglior canzone R&B e migliore performance vocale femminile R&B.

## Descrizione
Il secondo progetto discografico di Ashanti presenta 20 brani scritti dalla cantante con numerosi autori e compositori, tra cui Burt Bacharach, Hal David, Chink Santana, Irv Gotti, Channel 7, Charli Baltimore, Rick James, Al Green e Linda Creed. Parlando del progetto la cantante ha raccontato:

## Promozione
La casa discografica selezionò il brano Rock wit U (Awww Baby), che consideravano una continuazione del suo singolo di debutto Foolish del 2002, per essere pubblicato come primo singolo del nuovo album. Pubblicata il 13 maggio 2003, la canzone divenne un successo commerciale negli Stati Uniti e la terza hit da solista di Ashanti nella top ten, esordendo al numero due della Billboard Hot 100, mentre ha raggiunto il numero quattro della classifica US Hot R&B/Hip-Hop Songs. Il secondo singolo dell'album, Rain on Me, pubblicato il 19 agosto 2003, ha raggiunto il numero sette della Billboard Hot 100 e il numero due della Hot R&B/Hip-Hop Songs. Entrambi i brani sono stati candidati ai Grammy Awards rispettivamente nelle categorie miglior canzone R&B e migliore performance vocale femminile R&B.

## Accoglienza
La scrittrice del New York Times Kelefa Sanneh ha osservato che Chapter II «non è perfetto, ma una volta eliminate le scenette strazianti, si rimane con un album che è grazioso, seducente e, soprattutto, leggero, nel senso migliore della parola». La rivista People ha notato che «il secondo progetto della cantante, tuttavia, dimostra che si sbagliavano coloro che pensavano che sarebbe stata una star da un solo album. Chapter II, che continua lo stesso tema hip-hop soul del suo debutto, è un ascolto facile e disinvolto che non richiede molto cervello ma molta emotività».
Ernest Hardy di Rolling Stone trovò che «l'album è composto dello stesso ritmo, delle stesse tracce prodotte con cura e delle ballate che hanno costituito il suo debutto. [...] I momenti migliori del disco hanno un tocco decisamente rifacente alle tradizioni R&B. Tuttavia, le intuizioni da scolaretta sull'amore e la sofferenza dominano l'album, rendendolo noioso; [...] aggiungete alcuni inutili sketch tra una canzone e l'altra sugli hater, e Chapter II si esaurisce molto prima di arrivare a metà».

## Tracce
1. Intro/Medley – 1:18 (Ashanti Douglas, Andre Parker, Irving Lorenzo, Marcus Vest, Etterlene Jordan, Mark DeBarge, Raymond Calhoun, Mike Dean, Brad Jordan, Thom Bell, Linda Creed, Jeffrey Atkins, Tiffany Lane, Roger Troutman, Larry Troutman)
2. Shany's World (feat. Chink Santana) – 3:05 (Ashanti Douglas, Irving Lorenzo, Andre Parker)
3. Rock wit U (Awww Baby) – 3:29 (Ashanti Douglas, Irving Lorenzo, Andre Parker)
4. What Are They Gonna Say Now (Skit) – 0:31
5. Breakup 2 Makeup – 3:41 (Ashanti Douglas, Irving Lorenzo, Andre Parker)
6. I Found Lovin' – 4:15 (Johnny Flippin, Michael L. Walker)
7. Rain on Me – 4:57 (Burt Bacharach, Hal David, Ashanti Douglas, Irving Lorenzo, Andre Parker)
8. Then Ya Gone (feat. Chink Santana) – 4:59 (Ashanti Douglas, Ernie Isley, Marvin Isley, O'Kelly Isley Jr., Rudolph Isley, Ronald Isley, Chris Jasper, Irving Lorenzo, Andre Parker)
9. Living My Life – 3:46 (Ashanti Douglas, Irving Lorenzo, Andre Parker)
10. Black Child (Skit) – 1:28 (Ashanti Douglas, Irving Lorenzo, Andre Parker, Ramel Gills)
11. Feel So Good – 4:31 (Ashanti Douglas, Smead Hudman, Austin Croom Johnson, Irving Lorenzo, Andre Parker)
12. Carry On – 3:15 (Ashanti Douglas, Irving Lorenzo, Andre Parker)
13. The Sugar Shack (Skit) – 1:10
14. The Story of 2 – 4:33 (Ashanti Douglas, Rick James, Irving Lorenzo, Andre Parker)
15. Ohhh Ahhh – 4:36 (Ashanti Douglas, Irving Lorenzo, Andre Parker)
16. Shany Shia (Skit) – 1:11
17. Sweet Baby (feat. Ja Rule) – 4:08 (Ashanti Douglas, Irving Lorenzo, Andre Parker, Marcus Vest, Jeffrey Atkins, Al Green)
18. U Say, I Say – 4:09 (Ashanti Douglas, Irving Lorenzo, Andre Parker)
19. I Don't Mind – 5:04 (Ashanti Douglas, Irving Lorenzo, Andre Parker)
20. Outro – 0:58 (Ashanti Douglas, Irving Lorenzo, Andre Parker)

Traccia aggiunta nella versione inglese
1. I Know – 4:42

Tracce aggiunte nella versione giapponese
1. I Know – 4:42
2. Not Scared – 4:10

## Successo commerciale
Negli Stati Uniti, Chapter II ha debuttato al numero uno della Billboard 200 con vendite della prima settimana di 326.000 unità, esordendo inoltre alla prima posizione della classifica US Top R&B/Hip-Hop Albums. Il progetto è diventato il secondo album ad esordire alla prima posizione di Ashanti in entrambe le classifiche, ma è stato un notevole calo nelle vendite rispetto al suo precedente progetto discografico Ashanti, che aveva aperto con vendite di 502.000 unità nel 2002. L'album è stato certificato platino dalla Recording Industry Association of America il 14 agosto 2003, ed è rimasto nella Billboard 200 per 30 settimane consecutive, vendendo complessivamente 1,5 milioni di copie solo negli Stati Uniti alla fine del 2003.
Il progetto discografico ha esordito tra le prime cinque posizioni della classifica canadese e britannica, dove ha inoltre ricevuto la certificazione di disco d'oro per aver venduto oltre le 100.000 unità dalla BPI. L'album è entrato nella top10 in Svizzera, e nelle top20 in Australia e Germania.
L'album ha venduto 3 milioni di copie in tutto il mondo.

## Classifiche

### Classifiche settimanali
| Classifiche (2003) | Posizione massima |
| ------------------ | ----------------- |
| Australia          | 19                |
| Austria            | 65                |
| Canada             | 5                 |
| Francia            | 62                |
| Germania           | 12                |
| Nuova Zelanda      | 22                |
| Paesi Bassi        | 26                |
| Regno Unito        | 5                 |
| Stati Uniti        | 1                 |
| Svizzera           | 9                 |

### Classifiche di fine anno
| Classifica (2003) | Posizione |
| ----------------- | --------- |
| Stati Uniti       | 54        |